# Franz Stockhamer
Franz Stockhamer, auch Franciscus Stockhamer, (* in Salzburg; † 12. Mai 1721 auf einer Reise nach Gastein, Österreich) war ein österreichischer Arzt, kaiserlicher Leibarzt und Rektor der Universität Wien. 

## Leben
Stockhamer wurde in Salzburg geboren. Er war Sohn des reichen Salzburger Bürgers Georg Ehrnreich Stockhamer, der ursprünglich aus Franken stammte. Bis 1677 studierte Franz Stockhamer Medizin in Padua. Im Jahr 1680 erfolgte die Repetition an der Medizinischen Fakultät in Wien. 1682 wurde er deren Anatomicus und im November 1682 erhielt er die zweite theoretische Professur. 1683 folgte der Ruf auf die erste theoretische Professur mit der Antrittsvorlesung „De perfectione, quae medicinae accessit huius saeculi cursu“. 1687/88 war Stockhamer erstmals Dekan an der Medizinischen Fakultät in Wien. Am 26. Juli 1690 wurde er mit dem Beinamen Marcus Artorius Mitglied der Leopoldina. Ca. 1700 übersetzte er Paul von Sorbaits „Examen obstetricum“. 1700/1701 wurde er Rektor der Universität in Wien sowie kaiserlicher Leibmedicus. Ebenfalls im Jahr 1701 wurde er zum Reichsritter geschlagen und wurde Protomedicus der niederösterreichischen Landstände. Er legte nun seine Professur nieder. 1701/02 wurde Stockhamer ein weiteres Mal Dekan der Medizinischen Fakultät in Wien. Von 1708 bis 1713 war er Niederösterreichischer Regimentsrat. Er erwarb mehrere Herrschaften in Mähren. 1711 behandelte er den sterbenden Kaiser Joseph I.
Franz Stockhamer verstarb im Jahr 1721 auf einer Reise nach Gastein, möglicherweise in Brünn.
Er war verheiratet mit Margarete, der Tochter des Wiener Bürgers Matthias Wenighofer.

## Publikationen
- 1682: Microcosmographia: Sive partium humani corporis omnium earumque actionum&usuum brevis quidem, accurata tamen&atoma descritptio, (Voigt Wien 1682).
- 1687:mit Johann Benedict Gründl, Fridericus Ferdinandus Illmer und Hieronymus Milser: Roitschocrene, Das ist: Außführliche Beschreibung Deß In Unter-Steyer weit-berühmbten Roitischen Sauerbrunn.
- 1688: mit Paul de Sorbait: In Celeberrima, ac Antiquissima Universitate Viennensi Medicinae Professuram auspicaturi, Oratio Inauguralis, De Perfectione quae Medicinae accessit huius saeculi cursu.
- 1713: Ansteckender Seuche welche dises 1713. Jahr in das Ertz–Hertzogthum Nieder–Oesterreich eingeschlichen, gründlich und ausführliche Nachricht.